# Vendeholten
Vendeholten är ett berg i Antarktis. Det ligger i Östantarktis. Norge gör anspråk på området. Toppen på Vendeholten är 2 227 meter över havet, eller 475 meter över den omgivande terrängen. Bredden vid basen är 5,0 km.
Terrängen runt Vendeholten är kuperad österut, men västerut är den platt. Trakten är obefolkad. Det finns inga samhällen i närheten. 